# Helga Correia
Helga Alexandra Freire Correia (22 de março de 1977) é uma deputada e política portuguesa. Ela é deputada à Assembleia da República na XIV legislatura pelo Partido Social Democrata. Ela tem uma licenciatura em Contabilidade e um Curso de Formação Pedagógica de Formadores.